# Contea di Pepin
La contea di Pepin (in inglese, Pepin County) è una contea dello Stato del Wisconsin, negli Stati Uniti. La popolazione al censimento del 2000 era di 7 213 abitanti. Il capoluogo di contea è Durand.